# Vernon (Vermont)
Vernon és una població dels Estats Units a l'estat de Vermont. Segons el cens del 2000 tenia 2.141 habitants.

## Demografia
Segons el cens del 2000, Vernon tenia 2.141 habitants, 741 habitatges, i 574 famílies. La densitat de població era de 42,7 habitants per km².
Dels 741 habitatges en un 37,5% hi vivien nens de menys de 18 anys, en un 66,7% hi vivien parelles casades, en un 7,3% dones solteres, i en un 22,5% no eren unitats familiars. En el 17,7% dels habitatges hi vivien persones soles el 6,6% de les quals corresponia a persones de 65 anys o més que vivien soles. El nombre mitjà de persones vivint en cada habitatge era de 2,76 i el nombre mitjà de persones que vivien en cada família era de 3,12.
Per edats la població es repartia de la següent manera: un 27,2% tenia menys de 18 anys, un 5,5% entre 18 i 24, un 27,7% entre 25 i 44, un 26,2% de 45 a 60 i un 13,5% 65 anys o més.
L'edat mediana era de 39 anys. Per cada 100 dones de 18 o més anys hi havia 92,6 homes.
La renda mediana per habitatge era de 49.688 $ i la renda mediana per família de 55.625 $. Els homes tenien una renda mediana de 35.845 $ mentre que les dones 25.139 $. La renda per capita de la població era de 19.720 $. Entorn del 2,5% de les famílies i el 2,8% de la població estaven per davall del llindar de pobresa.